# José Jerónimo Triana

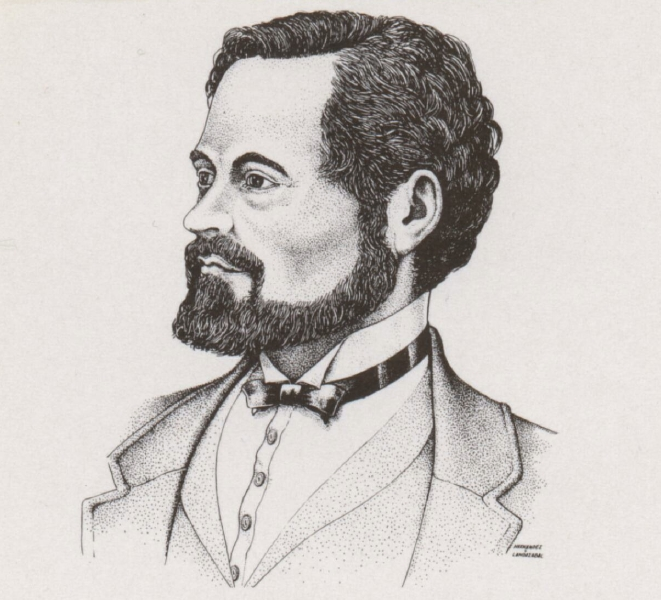
Desenho de José Jerónimo Triana

José Jerónimo Triana (Bogotá, 22 de maio de 1834 — Paris, 31 de outubro de 1890) foi um botânico colombiano.